# Gare de Hamadi Krouma
La gare de Hamadi Krouma est une gare ferroviaire algérienne située sur le territoire de la commune de Hamadi Krouma, dans la wilaya de Skikda.

## Situation ferroviaire
La gare est située dans le centre-ville de Hamadi Krouma, sur la ligne d'Alger à Skikda où elle est précédée de la gare de Ramdane Djamel et suivie de celle de Skikda.

## Histoire
Lors de la colonisation, la gare portait le nom de gare de Damrémont.

## Service des voyageurs

### Desserte
La gare de Hamadi Krouma est desservie par les trains régionaux de la liaison Constantine - Skikda.